# Coban chelataza
Coban Chelataza (EC 6.6.1.2) là một enzyme xúc tác phản ứng hóa học
 : ATP + axit hydrogenobyrinic a,c-diamide + Co2+ + H2O {\displaystyle \rightleftharpoons } ADP + phosphate + cob(II)yrinic axit a,c-diamide + H+
4 chất nền của enzym này là ATP, hydroobyrinic acid a, c-diamide, Co2 + và H2O, trong khi đó 4 sản phẩm của nó là ADP, phosphate, cob (II) yrinic acid a, c-diamide, và H +.
Coban Chelataza hiếu khí (con đường tổng hợp cobalamin hiếu khí) bao gồm ba phân tử nhỏ, CobT, CobN (InterPro: IPR003672) và CobS (InterPro: IPR006537).
Cobalamin (vitamin B12) có thể được kết hợp với kim loại thông qua các phản ứng phụ thuộc ATP (con đường hiếu khí) (ví dụ như ở Pseudomonas denitrificans) hoặc thông qua phản ứng độc lập ATP (con đường kháng khí) (ví dụ như Salmonella typhimurium). Coban Chelatases tương ứng không đồng nhất. Tuy nhiên, các phần tử nhỏ chelatase coban hiếu khí CobN và CobS tương ứng với các phần tử nhỏ Mg-chelatase BchH và BchI. CobT cũng đã được tìm thấy có liên quan đến với phần tử nhỏ thứ ba của Mg-chelatase, BchD (liên quan đến tổng hợp bacteriochlorophyll, ví dụ như trong Rhodobacter capsulatus).
Enzym này thuộc về họ của các ligases, đặc biệt là các enzyme tạo thành liên kết Nitơ-D trong các phức hợp phối hợp. Tên có hệ thống của loại enzyme này là hydroobyrinic-axit-a, c-diamide: coban coban-ligase (tạo thành ADP). Các tên khác được sử dụng phổ biến bao gồm axit hydroobyrinic, c-diamide cobaltochelatase, CobNST, và CobNCobST. Enzyme này tham gia vào chuyển hóa porphyrin và chlorophyll.